# WTA de Rouen
O WTA de Rouen – ou Open Capfinances Rouen Métropole, é um torneio de tênis profissional feminino, de nível WTA 250.
Realizado em Rouen, no norte da França, os jogos são disputados em quadra de saibro coberta durante o mês de abril.
Como Open Capfinances Rouen Métropole, era um evento de nível challenger que durou duas edições, e foi promovido ao circuito de elite em 2024.
Destaques da edição de 2024: Naomi Osaka, Mirra Andreeva, Karolina Pliskova e Sloane Stephens, a eventual campeã, que receberam "wild cards"

## Finais

### Simples
| Ano  | Campeã          | Vice-campeã    | Resultado     |
| ---- | --------------- | -------------- | ------------- |
| 2025 | Elina Svitolina | Olga Danilović | 6–4, 7–68     |
| 2024 | Sloane Stephens | Magda Linette  | 6–1, 2–6, 6–2 |

### Duplas
| Ano  | Campeãs                              | Vice-campeãs                    | Resultado |
| ---- | ------------------------------------ | ------------------------------- | --------- |
| 2025 | Aleksandra Krunić Sabrina Santamaria | Irina Khromacheva Linda Nosková | 6–0, 6–4  |
| 2024 | Tímea Babos Irina Khromacheva        | Naiktha Bains Maia Lumsden      | 6–3, 6–4  |